# 서울이수초등학교
서울이수초등학교는 대한민국 서울특별시 서초구 방배동에 있는 공립 초등학교이다.

## 학교 연혁
- 1977년 9월 1일 설립인가
- 1978년 4월 13일 서울이수국민학교개교(교화:배꽃, 교목:느티나무)
- 1981년 9월 1일 제주 가마국민학교와 자매결연
- 1984년 9월 1일 방일국민학교(529명), 방배국민학교(769명) 분리
- 1986년 3월 1일 방현국민학교(1,036명) 분리
- 1996년 9월 5일 이수 자연 관찰원(식물 365종) 설치
- 2005년 4월 15일 운동장 조깅 트랙 공사
- 2006년 2월 10일 교실냉난방기 설치 공사
- 2009년 3월 1일 제9대 조재욱 교장 취임
- 2009년 4월 17일 영어전용교실 설치
- 2010년 5월 18일 과학영재학급, 발명영재단 창단
- 2010년 10월 10일 장애인 편의시설 및 외벽공사 완료
- 2011년 3월 24일 학교보안관실 설치
- 2011년 6월 13일 충남 보령시 친환경농업인 연합회 자매협약 벼농사체험활동 및 농촌체험활동 실시
- 2011년 10월 12일 제주가마초 자매결연 30주년 기념
- 2014년 5월 21일 다목적실 개관
- 2017년 9월 6일 1학년 꿈담은 교실 리모델링 및 야구부 시설개선 공사
- 2018년 8월 24일 학부모회의실 구축 공사
- 2019년 1월 31일 미세먼지측정기 및 전교실 공기청정기 설치
- 2019년 2월 28일 돌봄3실 1실 증설 공사
- 2019년 8월 31일 과학실 현대화 사업
- 2019년 9월 30일 교사 균열보수, 내부 도색 작업 및 벽화 그리기 공사
- 2020년 2월 15일 제41회 졸업식(132명)
- 2020년 2월 28일 놀이교실(어울터) 구축 공사, 학습도움반 리모델링 공사, 복도 및 계단 바닥재 교체 공사
- 2020년 9월 1일 제13대 신명숙 교장 부임

## 참고 자료
- 서울이수초등학교 - 한국교육학술정보원 학교알리미